# Kevättijärvi
Kevättijärvi är en sjö i kommunen Suomussalmi i landskapet Kajanaland i Finland. Sjön ligger 222 meter över havet. Den är 15 meter djup. Arean är 2,16 kvadratkilometer och strandlinjen är 11,54 kilometer lång. Sjön  ingår i Uleälvens huvudavrinningsområde.   Den ligger omkring 110 kilometer nordöst om Kajana och omkring 560 kilometer norr om Helsingfors. 
I sjön finns ön Kevätinsaari. 